# Ernesto I, Duque de Saxe-Coburgo-Gota
Ernesto Antônio Carlos Luís (Coburgo, 2 de janeiro de 1784 — Gota, 29 de janeiro de 1844), foi o último Duque de Saxe-Coburgo-Saalfeld como Ernesto III de 1806 até 1826, e o primeiro Duque de Saxe-Coburgo-Gota como Ernesto I de 1826 até sua morte em 1844. O filho mais velho de Francisco, Duque de Saxe-Coburgo-Saalfeld e de sua esposa, a condessa Augusta de Reuss-Ebersdorf, era o pai do príncipe Alberto, consorte da rainha Vitória do Reino Unido, sua sobrinha.

## Biografia

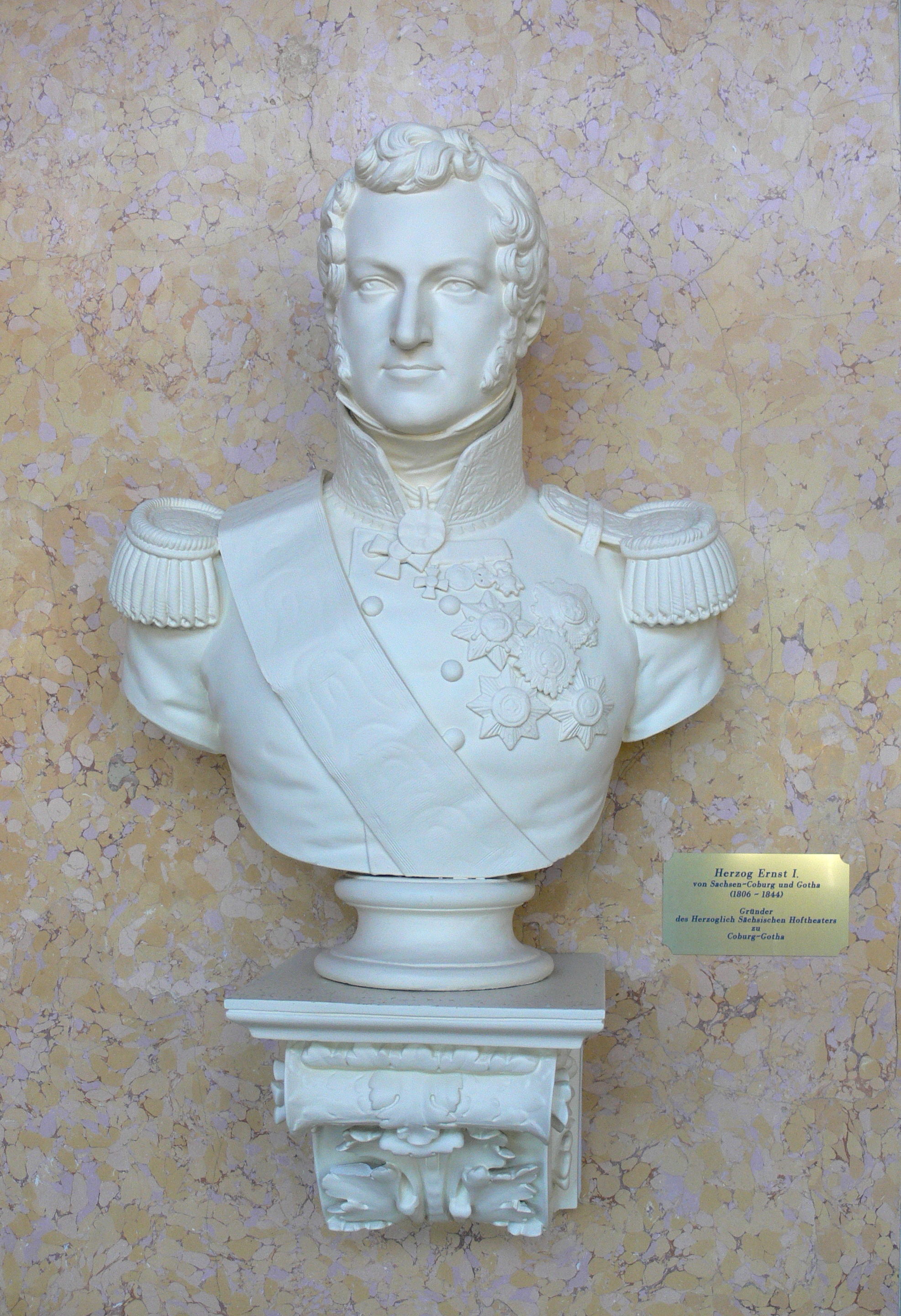
Busto de Ernesto I, Duque de Saxe-Coburgo-Gota

Em 10 de maio de 1803, Ernesto foi nomeado precipitadamente adulto, porque seu pai estava gravemente doente na primavera daquele ano, e foi convocado para governar o ducado. Quando seu pai morreu em 1806, ele sucedeu ao ducado de Saxe-Coburgo-Saalfeld como Ernesto III, mas não pôde governá-las porque estavam ocupadas por tropas napoleônicas e sob administração francesa. Somente depois da Paz de Tilsit, em 1807, o ducado de Saxe-Coburgo-Saalfeld foi reunificado (tinha sido dissolvido) e retornou a Ernesto. Isso ocorreu através de pressão russa, uma vez que sua irmã Juliana era casada com o irmão do Czar.
Ernesto era um general prussiano e participou de batalhas contra Napoleão. Ele lutou nas batalhas de Jena (1806), de Lützen e de Leipzig (1813). Em 1814, ele avançou até a fortaleza francesa de Mainz. 
Após a derrota de Napoleão na Batalha de Waterloo, o Congresso de Viena, a 9 de junho de 1815, concedeu-lhe uma área de 8,25 milhas quadradas, com 25 mil habitantes, perto da capital de Sankt Wendel. Em 1819, esse território recebeu o nome de principado de Lichtenberg, sendo vendido à Prússia em 1834.

## Duque de Saxe-Coburgo-Gota
Em 1825, com a morte do último duque de Saxe-Gota-Altemburgo (tio de Luísa), houve uma reorganização dos ducados ernestinos. À época, Ernesto estava no processo de divórcio, e, por causa disso, não quiseram lhe entregar Gota. Em 12 de novembro de 1826, entretanto, eles chegaram a um acordo: Ernesto receberia Gota se cedesse, em troca, Saalfeld a Saxe-Meiningen. Ele subseqüentemente se tornou Ernesto I, Duque de Saxe-Coburgo-Gota.

## Casamentos e filhos
Em 3 de julho de 1817, em Gota, Ernesto desposou Luísa de Saxe-Gota-Altemburgo. Eles tiveram dois filhos:
- Ernesto II de Saxe-Coburgo-Gota (21 de junho de 1818 – 22 de agosto de 1893) Casou-se com Alexandrina de Baden, sem descendência.
- Alberto de Saxe-Coburgo-Gota (26 de agosto de 1819 – 14 de dezembro de 1861) Príncipe consorte da Rainha Vitória do Reino Unido, com descendência.

## Honras
- Grande Cordão da Ordem de Leopoldo[1]